# 加木称错
加木称错是一个位于中国青海省格尔木市的湖泊。为藏北内流区湖泊，中国湖泊名称代码为T63F305。面积30.5平方公里。